# Corby (borough)
Corby foi um distrito não metropolitano com status de borough no condado de Northamptonshire, Inglaterra. Fazia fronteira com East Northamptonshire, Harborough, Kettering e Rutland. Em 2011, o distrito tinha uma população de 61.607 habitantes. O seu conselho, Corby Borough Council foi estabelecido no Cube na cidade de Corby.

## Paróquias civis
Corby contém a área não paroquial de Corby e as paróquias civis de Cottingham, East Carlton, Gretton, Middleton, Rockingham, Stanion e Weldon.

## História
O borough foi formado a 1 de abril de 1974, sob a Lei do Governo Local de 1972, por uma fusão do Distrito Urbano de Corby e parte do Distrito Rural de Kettering. Em 1993, foi-lhe concedido o status de borough.

## Abolição
O distrito foi abolido no dia 1 de abril de 2021 e foi fundido com East Northamptonshire, Kettering e Wellingborough para formar North Northamptonshire.